# Parabezzia unguis
Parabezzia unguis är en tvåvingeart som beskrevs av Wirth 1965. Parabezzia unguis ingår i släktet Parabezzia och familjen svidknott. Inga underarter finns listade i Catalogue of Life.